# Acerophagoides pycnos
Acerophagoides pycnos är en stekelart som beskrevs av John S. Noyes 2000. Acerophagoides pycnos ingår i släktet Acerophagoides och familjen sköldlussteklar.
Artens utbredningsområde är Costa Rica. Inga underarter finns listade i Catalogue of Life.